# دی هگزی ورین
دی هگزی ورین (انگلیسی: Dihexyverine) نوعی ترکیب آنتی موسکارینی بوده و به عنوان عامل ضداسپاسم مورد استفاده است.